# Régulation de la glycémie

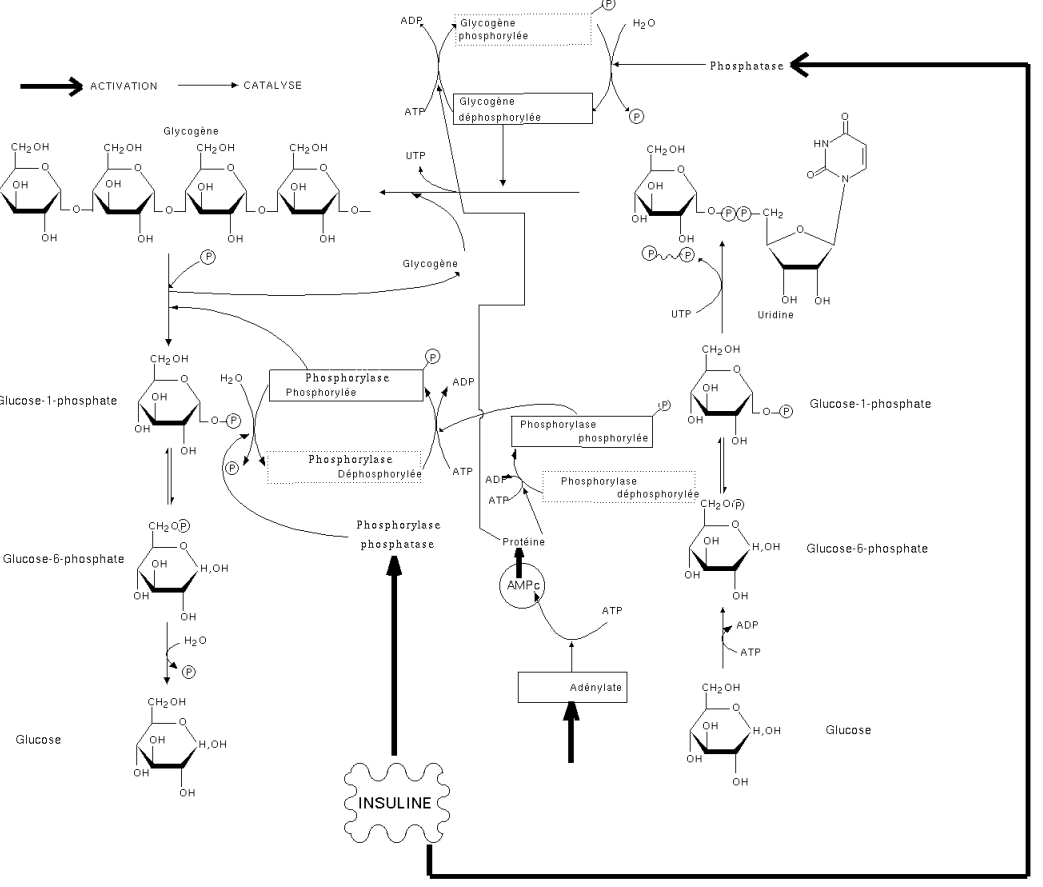
La figure 1 présente un schéma d'ensemble des actions de l'adrénaline, du glucagon et de l'insuline sur la glycémie.

La régulation de la glycémie est le processus de régulation par lequel la concentration de glucose dans le sang, dite glycémie, est maintenue proche d'une valeur bénéfique pour l'organisme. Cette régulation fait partie des processus d'homéostasie au sein de l'organisme. La glycémie à jeun normale chez l'homme est statistiquement comprise entre 0,80 g/L et 1,26 g/L (entre 4,5 mmol/L et 7,0 mmol/L).
Le glucose est fabriqué principalement par les plantes et les algues durant la photosynthèse. Chez les animaux, qui le stockent en partie sous forme de glycogène, il joue un rôle capital dans l'organisme : c'est un substrat catabolique servant (entre autres) à l'apport en énergie de l'ensemble des cellules de l'organisme, par exemple les cellules musculaires, les neurones ou les hématies. La glycémie est régulée de manière que l'apport énergétique à tous les organes reste constant[réf. nécessaire].
La régulation de la glycémie met en jeu le système hormonal ainsi que plusieurs organes (le pancréas, le foie et les reins, principalement), ainsi que diverses substances : l'insuline, qui fait décroître le taux de sucre, mais aussi le glucagon, l'adrénaline, le cortisol (en période de stress) et l'hormone de croissance, qui ont l'effet inverse et sont pour cela appelés communément hormones de contre-régulation.

## Rôle du foie dans la régulation de la glycémie
Le rôle du foie dans la régulation de la glycémie a été mis en évidence par l'expérience dite « du foie lavé », réalisée par Claude Bernard en 1855.
Via la veine porte hépatique, le foie reçoit le glucose issu de l'alimentation. L'une de ses fonctions est de réguler la glycémie grâce à la synthèse de glycogène ou de lipides (acides gras et glycérol) après un apport important (repas copieux) et de libérer du glucose pendant des périodes de jeûne, afin que la glycémie reste constante et égale à sa valeur normale (entre 4,4 mmol/L et 6,6 mmol/L, soit entre 0,8 g/L et 1,2 g/L).
Pour ce faire, le foie régule la production et le stockage du glucose grâce à trois voies métaboliques : 
- la glycogénogenèse, qui est une voie de synthèse du glycogène permettant le stockage du glucose dans le foie sous forme de glycogène.
- la glycogénolyse, qui est une voie d'hydrolyse du glycogène[2] libèrant le glucose et qui permet le destockage de ce dernier sous forme de glucose-6-phosphate, par phosphorolyse du glycogène.
- la néoglucogenèse, qui est une voie de synthèse du glucose à partir d'éléments non glucosidique, tels que l'oxaloacétate et surtout l'alphacetoglutarate, au carrefour de plusieurs voies métaboliques, dont celles de certains acides aminés dits glucoformateurs. Elle est active lorsque la glycémie passe en dessous de sa valeur normale, en association à un épuisement des réserves de glycogène; elle est nécessaire au bon fonctionnement du cerveau et des hématies. Le rein est également capable de synthétiser du glucose.
- la lipogenèse, qui une voie de synthèse des acides gras à partir d'un produit de dégradation du glucose, l'Acétyl-CoA. Chez l'homme, le tissu adipeux n'est pas capable d'effectuer cette synthèse, contrairement à d'autres animaux (le rat en particulier).
- la lipolyse, qui est une voie de dégradation des acides gras.

## Le rôle des hormones pancréatiques

Régulation en cas d'hypoglycémie.

En plus des enzymes pancréatiques servant à la digestion qui sont libérées dans l'anse duodénale, le pancréas produit des hormones hyperglycémiante (glucagon) et hypoglycémiante (insuline).
Une ablation partielle du pancréas (pancréatectomie) entraîne une augmentation très importante de la glycémie dans le sang circulant, puisque l'insuline ne remplit plus son rôle en rapport avec la régulation de la glycémie (abaisser le taux de sucre).
- Les cellules β des îlots de Langerhans du pancréas produisent de l'insuline en fonction de la concentration de glucose et d'acides gras libres.

- En cas d'hypoglycémie sévère, le sujet ressent une sensation de faim incoercible (fringale). Cependant, la variation de la glycémie n'est pas le seul facteur déclenchant de la sensation de faim. Les voies de régulation du ratio faim/satiété impliquent des molécules (petits peptides) produites par le tractus digestif avant et après la prise d'aliments, molécules également impliquées (pour partie seulement) dans les voies de régulation de production de l'insuline et du glucagon (hormone hyperglycéminante).

## Rôle du rein
Hormis sa fonction néoglucoformatrice, le rein peut excréter du glucose dans les urines si la concentration circulante de celui-ci est très élevée (diabète sucré), ce qui ne se produit pas chez un sujet sain; la glycosurie normale est nulle. Le glucose produit dans l'urine primitive est réabsorbé activement dans le sang au niveau du tubule proximal. Cette fonction est saturable, ce qui explique qu'au delà d'une concentration plateau (qui correspond à la concentration circulante de glucose égale à 9.9 mmol/l environ, soit 1,80 g/l), l'excédent de glucose présent dans l'urine primitive n'est plus réabsorbé.
Le rein contribue donc, dans une moindre mesure, au maintien de la glycémie.

## Rôle du système nerveux
Parallèlement à cette régulation, que l'on peut qualifier de métabolique, d'autre hormones peuvent intervenir dans la régulation de la glycémie : l'adrénaline, le cortisol et l'hormone de croissance. L'adrénaline est produite par la glande médullo-surrénale, sa production augmente lors d'un stress, ou d'un effort. En agissant sur la glycogénolyse, elle provoque ainsi  une augmentation de la glycémie et permet un apport rapide en glucose aux muscles lors d'un effort. Le cortisol, produit dans le cas d'un stress émotionnel fort, est hyperglycémiant. L'hormone de croissance est hyperglycémiante.

## Action des hormones
Selon qu'elles soient hyperglycémiantes ou hypoglycémiantes, les hormones mises en jeu n'agissent pas de la même manière, ni au même moment.

### Action de l'insuline
L'insuline favorise le stockage du glucose et la diminution de sa concentration dans le sang : c'est une hormone hypoglycémiante.
Au niveau de ses cellules-cibles (hépatocytes, adipocytes et cellules musculaires), l'insuline active une enzyme, la phosphatase, qui entraîne l'inactivation de la phosphorylase, responsable de la transformation du glycogène en glucose. L'enzyme ainsi inactivée, le glycogène n'est pas hydrolysé en glucose.
L'insuline active une autre enzyme, la phosphatase responsable de la déphosphorylation d'une autre enzyme, la glycogène synthase qui, phosphorylée, est inactive. Cette dernière entraîne la synthèse du glycogène (mise en réserve du glucose).
Ces deux phénomènes entraînent une augmentation du glycogène dans le foie (en favorisant la glycogénogenèse, et en inhibant la glycogénolyse).
Dans l'organisme il existe des cellules glucodépendantes et des cellules glucoindépendantes. Les premières ne peuvent utiliser que le glucose comme substrat énergétique comme les cellules du sang, les secondes utilisent indifféremment le glucose et les acides gras.
L'insuline agit au niveau des cellules glucoindépendantes en leur permettant d'exprimer un transporteur au glucose. Ainsi en présence d'insuline, ces cellules pompent le glucose dans le sang, en absence d'insuline, seules les cellules glucodépendantes peuvent capter le glucose sanguin.

### Action du glucagon et de l'adrénaline
Le glucagon a pour cible les cellules hépatiques (surtout) et les adipocytes, les cellules musculaires étant dépourvues de récepteurs à glucagon. (Medical Biochemistry 3th, Baynes, p 155-170)
Les cellules cibles de l'adrénaline sont les hépatocytes et les cellules musculaires.
Le glucagon (ou l'adrénaline) se fixe sur son récepteur qui change alors de conformation pour interagir avec une protéine Gs. La sous-unité αs de cette protéine se détache pour aller activer une adénylate cyclase. Celle-ci hydrolyse alors l'ATP en AMP cyclique. Les AMPc constituent le messager secondaire, ils se fixent sur la PKA pour en libérer les sous-unités calytiques. La PKA peut alors initier une réponse rapide ou une réponse lente :
- réponse rapide : La PKA phosphoryle la phosphorylase synthase, qui va elle-même phosphoryler la phosphorylase. Cette dernière hydrolyse le glycogène en glucose qui est alors utilisable par l’organisme. La PKA phosphoryle également la glycogène synthase, ce qui l’inactive et l’empêche de polymériser le glucose en glycogène ;
- réponse lente : la PKA va dans le noyau de la cellule pour phosphoryler les éléments de réponse CREB. Ceux-ci se dimérisent alors et se fixent sur la séquence CRE dans le promoteur du gène codant la PEPCK. Le dimère de CREB recrute une protéine qui va permettre la transcription du gène. La PEPCK catalyse ensuite la formation de phosphoénolpyruvate à partir d’oxaloacétate. Cette réaction est l’étape limitante de la néoglucogénèse qui permettra à l’organisme de produire du glucose à partir de composés non glucidiques.

Ces deux phénomènes entraînent une consommation du glycogène (en favorisant la glycogénolyse et en inhibant la glycogénogenèse) au niveau du foie. Il se produit donc une libération de glucose dans le sang : le glucagon et l'adrénaline sont des hormones hyperglycémiantes.

### Action du cortisol
Le cortisol est une hormone stéroïde hyperglycémiante, qui agit en cas de jeûne prolongé (lors de la néoglucogenèse).
C'est une hormone lipophile, synthétisée dans la couche fasciculée de la cortico-surrénale.
Elle agit en se liant au complexe récepteur-protéine HSP. Cette protéine chaperonne est détruite par la liaison, et le complexe peut migrer vers une séquence particulière de l'ADN appelée HRE (Élément de Réponse à l'Hormone), ce qui va permettre au cortisol d'exercer son action de transcription des gènes cibles.
Le cortisol active dans le foie les enzymes de la néoglucogenèse, permettant de produire du glucose qui sera libéré dans le sang, afin d'augmenter la glycémie.
Au niveau du tissu adipeux, il va inhiber l'entrée de glucose et activer la lipolyse.
Il favorise la production de glucose à partir de substrats non glucidiques, des acides aminés et de l'oxydation des acides gras via la formation de corps cétoniques, pour maintenir une glycémie constante.

## Aspects génétiques
La régulation de la glycémie ne semble être liée qu'à un faible nombre de gènes (incluant un gène important pour la mélatonine).
Une étude internationale a montré que ces quelques gènes sont aussi impliqués dans le codage de la production du récepteur (MT2) de la mélatonine.
Or ce récepteur  MT2 est trouvé dans la rétine, dans le nerf optique, dans la région du diencéphale mais aussi dans les cellules du pancréas sécrétant l'insuline.

On pensait déjà que la mélatonine intervenait aussi dans l'appétit (et peut-être dans certains cas d'obésité), car injectée à des rats, elle augmente leur prise de nourriture et leur poids.

Par ailleurs, une mutation du gène codant le récepteur 2 (MT2) de la mélatonine est associée à une augmentation du risque d'obésité et au diabète de type 2, mais aussi aux troubles du sommeil. 
Cette découverte pourrait expliquer certaines associations diabète-dépression. Les patients porteurs de plusieurs mutations de ces gènes ont des glycémies de type pré-diabétique et risquent donc plus de développer un diabète et/ou des maladies cardio-vasculaires précoces.
Le génome de diabétiques de type 2 a commencé à être systématiquement analysé en 2007 après que l'équipe CNRS/Imperial College London a publié une première carte génétique du diabète. Peu après, en 2008, des chercheurs français et anglais démontraient que le gène de la glucose-6-phosphatase (enzyme du métabolisme du glucose, spécifique du pancréas) modulait fortement la glycémie.

## Remarque
Le diabète sucré peut être considéré comme un problème organique de fiabilité : plusieurs hormones participent à la création de sucres, mais une seule, l'insuline, est hypoglycémiante, capable de mettre le sucre en réserve, ce qui la rend indispensable à la régulation de la glycémie.

## Pratique clinique[7]
Les patients atteints du diabète de type 1 doivent effectuer un hémoglucotest (HGT) ou glycémie capillaire afin de réguler leur glycémie. Ce test est effectué par le personnel de soins lors d'une hospitalisation.
Il faut d'abord nettoyer la partie qui va être piquée pour ne pas fausser les résultats. On pique ensuite sur la face latérale ou médiale des 3 derniers doigts de la main. On ne pique jamais dans la pulpe du doigt.
Le sang est déposé sur l'électrode et il faut attendre 20 secondes avant de connaître la glycémie du patient. En fonction du résultat on injectera alors une certaine dose d'insuline afin de rétablir une glycémie normale.
Les patients atteints du diabète de type 2 peuvent eux aussi avoir recours aux injections d'insuline au bout d'une dizaine d'années en moyenne.
Le glucagon est utilisé en injection lors des manifestations de malaise hypoglycémique grave (perte de conscience, convulsion...) liées à l'utilisation de l'insuline. Il ne s'agit pas d'un antidote mais de contrer les effets du surdosage en insuline. En cas d' hypoglycémie légère, il faut prendre du sucre puis une collation.